# فهرس فلكي

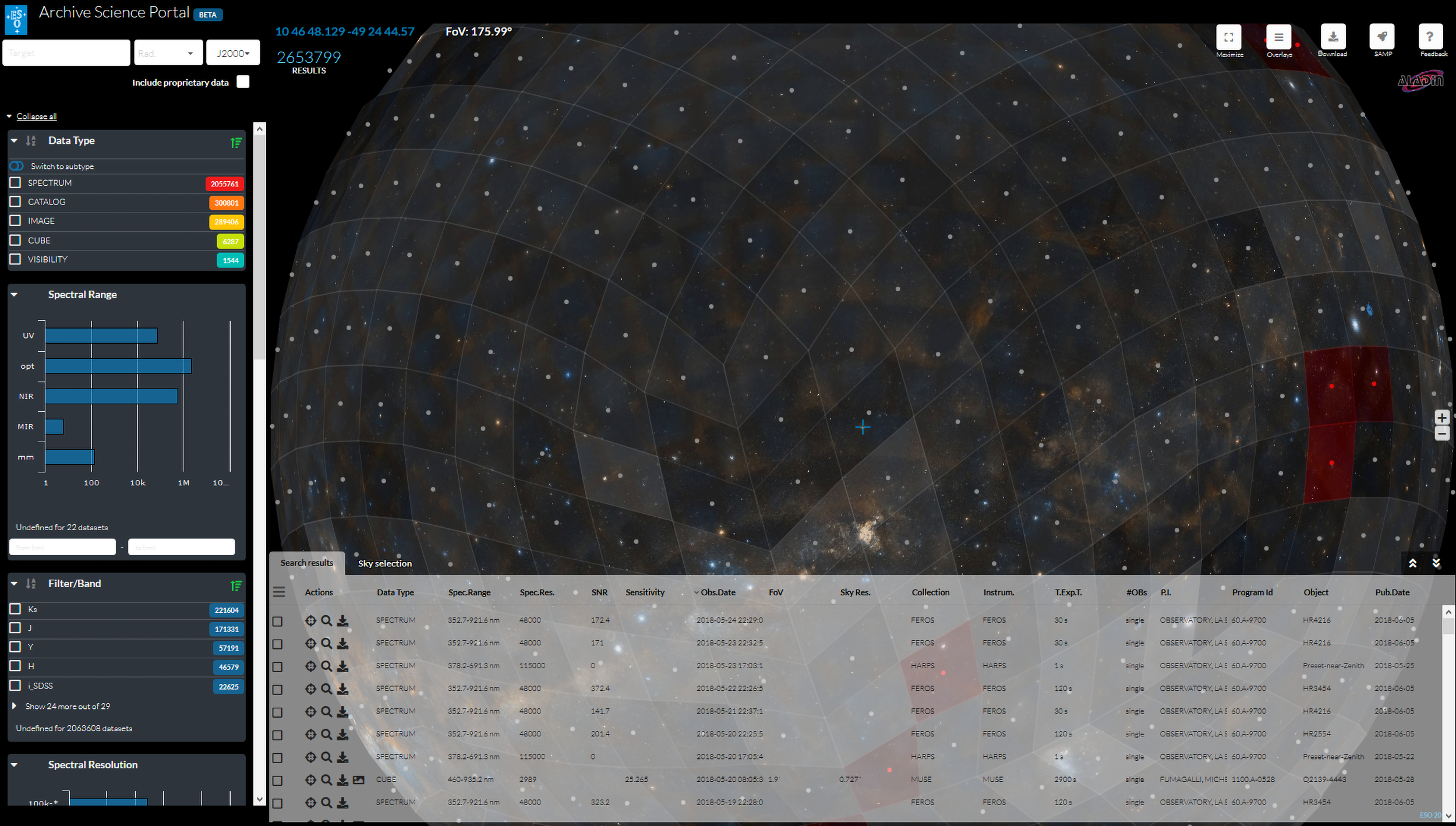

الفهرس الفلكي هو قائمة تحوي الأجرام الفلكية، والتي عادة ما تجمع مع بعضها لاشتراكها في نمط معين أو أصلها أو طريقة اكتشافها أو وسيلة رصدها.
تصدر الفهارس الفلكية في العادة كنتيجة إجراء مسح فلكي محدد.

## فهارس ذات أهمية تاريخية
- صور الكواكب الثمانية والأربعين كتاب في علم الفلك وضعه عبد الرحمن بن عمر الصوفي في القرن الرابع الهجري (القرن العاشر الميلادي)، وتابعته بعد ذلك ابنته «أرجوزة بنت الصوفي». يتحدث فيه مصنفه عن الكوكبات التي ترى في السماء، ويستدل بها الفلكيون في أرصادهم والبحارة في سفرهم. ويتحدث الكتاب عن الكوكبات التي تخليها العرب القدماء والتي بلغ عددها 48،].[1][2][3]
- أطلس النجوم للفلكي يوهان باير، وكان أول من أضاف إلى الكوكبات السماوية القديمة (التي كان عددها 48 كوكبة) كوكبات جديدة.
- فهرس جون فلامستيد، وهو فلكي إنكليزي (مواليد 19 أغسطس 1646 وتوفي في 31 ديسمبر 1719) وأول فلكي ملكي؛ قام بتصنيف أكثر من 3000 نجم.[4]
- فهرس مسييه هو قائمة تضم 110 جرم سماوي، أعده الفلكي الفرنسي شارل مسييه وقام بنشره سنة 1774.[5]
- الفهرس العام الجديد أطلس فلكي يفهرس أجسام السماء العميقة في علم الفلك. يحتوي على 7.840 جسم، معروفة باسم أجسام NGC. ويعد واحدآ من أكبر الفهارس الشاملة، لأنه يشمل جميع أنواع الأجرام الفلكية البعيدة وضعه في القرن التاسع عشر الفلكي جون لويس إميل دراير .[6]
- فهرس هنري درابر فهرس فلكي للنجوم يحمل اسم الفلكي الهاوي و الطبيب الأمريكي هنري درابر.
- مسح ميكروي ثنائي لكامل السماء مسح فلكي للسماء كلها في طيف الأشعة تحت الحمراء و آحد أكثر المشاريع طموحا للقيام بذلك.وقد تم بين عامي 1997 و 2001.,[7] وقد أجريت في الطول الموجي القصير الأشعة تحت الحمراء في نطاقات التردد القريبة 2 ميكرومتر (أو ميكرون)،ومنها استمد المسح اسمة.[8]

## اقرأ أيضاً
- فهرس النجوم
- موسوعة كواكب خارج المجموعة الشمسية
- تسمية فلامستيد
- قائمة الفهارس الفلكية